# David Pichler (Tennisspieler)
David Pichler (* 19. Februar 1996 in Eisenstadt) ist ein österreichischer Tennisspieler.

## Karriere
Pichler spielte auf der ITF Junior Tour, wo er bis auf Rang 102 steigen konnte.
Bei den Profis spielte Pichler 2013 das erste Mal, als er sich im Doppel auch das erste Mal in der Tennisweltrangliste platzieren konnte. 2015 gewann er zwei Turniere auf der ITF Future Tour, wo er hauptsächlich spielte, wodurch er in die Top 1000 einzog. Im Einzel gelang ihm selbiges 2016, als er mehrere Future-Halbfinals erreichte. Zudem gewann er beim ersten Turnier der ATP Challenger Tour, das er im Einzel spielte, sein erstes Match: er schlug in Eckental die Nummer 126 der Welt Teimuras Gabaschwili. Das Jahr schloss er mit Platz 585 am bislang besten ab. Im Doppel zog er in Sibiu sogar ins Halbfinale ein und gewann neun weitere Futures. Dadurch kam er bis auf Rang 267.
2017 verbesserte er sich vor allem im Einzel. Zwei Future-Finals erreichte er dort, einen nutzte er zum ersten Titel. Durch etliche weitere Halbfinaleinzüge beendete er das Jahr mit Platz 409 am bislang höchsten in seiner Karriere, sein Karrierehoch von Rang 390 hatte er in diesem Jahr ebenfalls erreicht. Im Doppel gewann er nur bei zwei Future-Turnieren und sank deshalb in der Rangliste auf Platz 299. In den folgenden Jahren veränderte sich sein Ranking die meiste Zeit unwesentlich. 2018 wurde ein schwaches Jahr, 2019 wieder erfolgreicher – er gewann seinen zweiten Einzel-Titel. Darüber hinaus wurde er in diesem Jahr österreichischer Staatsmeister. Im Doppel gewann er weiter Futures: 2018 kamen vier, 2019 fünf hinzu. 2020 gewann er, trotz pandemiebedingter Pause, neun weitere Doppel-Titel. Der größte Erfolg gelang Pichler Ende 2021, als er ins erste Endspiel eines Challengers in Maia einzog. Durch drei weitere Future-Titel kam er wieder unter die besten 350 Doppelspieler. Das erste Mal spielte er in dieser Saison zudem für den Tennispark Versmold in der 2. Tennis-Bundesliga und belegte mit der Mannschaft den 3. Platz.
Im Folgejahr wurde er Tabellenerster der 2. Liga und stieg damit zum Jahr 2023 auf. Im Einzel zog er innerhalb einer Saison erstmals bei fünf Turnieren ins Finale ein; einmal blieb er dabei siegreich. Im Doppel gewann er bei acht Futures, womit er zusammengenommen auf 42 Doppeltitel kam. Das dritte Mal in die Vorschlussrunde kam er zudem in Como, wo er gegen seine Landsmänner Alexander Erler und Lucas Miedler unterlag. Mit Platz 218 notierte Pichler Mitte 2022 am höchsten in der Rangliste.

## Erfolge
| Legende (Anzahl der Siege)  |
| Grand Slam                  |
| ATP World Tour Finals       |
| ATP World Tour Masters 1000 |
| ATP World Tour 500          |
| ATP World Tour 250          |
| ATP Challenger Tour (1)     |

### Doppel

#### Turniersiege
| Nr. | Datum           | Turnier  | Belag     | Partner        | Finalgegner                               | Ergebnis         |
| --- | --------------- | -------- | --------- | -------------- | ----------------------------------------- | ---------------- |
| 1.  | 31. August 2024 | Mallorca | Hartplatz | Jurij Rodionov | Anirudh Chandrasekar David Vega Hernández | 1:6, 6:3, [10:7] |